# Антиох из Аскалона
Антио́х из Аскало́на (греч. Άντίοχος ὁ Ἀσκαλώνιος;около 130 — 68 гг. до н. э.) — древнегреческий философ. Иногда его называют главой четвёртой платоновской Академии.

## Биография
Родился в городе Аскалоне в Палестине. Детство и юность прошли в Аскалоне. В целях завершения образования около 110 года до н. э. отправился в Афины, где поступил в платоновскую Академию. Главой Академии в то время был Филон из Лариссы.
Позднее, вынужденный вместе с другими философами, в связи с наступлением Митридата, покинуть Афины, Антиох читал лекции в Риме. Лукулл, высоко ценивший Антиоха, стал его другом. Как пишет Плутарх: «Лукулл приложил немало стараний, чтобы сделать Антиоха своим другом и постоянным сотрапезником, и выставлял его на бой против последователей Филона». Вместе с Лукуллом Антиох побывал в Александрии (между 87 и 84 гг. до н. э.). Вернувшись в Афины, Антиох основал свою собственную школу в противоположность Академии Филона. Умер Антиох в 68 году до н. э., вероятно, во время военного похода Лукулла в Сирию.
Долгое время Антиох был сторонником Новой Академии, но затем повернул Академию от скептицизма Аркесилая и Карнеада к учению Древней Академии. Основным положением развиваемого Антиохом направления был тезис о единстве академического и перипатетического учений. Философ высказал также ряд убедительных аргументов против скептицизма. Учениками Антиоха были Цицерон, посещавший его лекции в Афинах в 79-78 гг.до н. э., и Марк Теренций Варрон. Джон Диллон отмечает, что «благодаря Варрону влияние Антиоха распространилось впоследствии на Сенеку, а затем на Августина». Антиох является автором ряда недошедших до нас сочинений («Каноника», «О богах» и др.).

### Фрагменты
- Luck G. Der Akademiker Antiochus. Bern; Stuttgart, 1953.
- Mette H. J. Philon von Larissa und Antiochos von Askalon // Lustrum 28-29, 1986—1987. — P. 25-63.
- Учение древних философов, изложенное Цицероном по Антиоху Аскалонскому (Cic. Academica lib.13-43, lib II 11, 12, 16, 17). Перевод А. Е. Кузнецова // Учебники платоновской философии. М.; Томск, 1995. — С. 147—158.